# Алвес дос Сантос, Жадсон
Жа́дсон А́лвес дос Са́нтос (порт.-браз. Jadson Alves dos Santos; род. 30 августа 1993, Сан-Бернарду-ду-Кампу, Бразилия) — бразильский футболист, опорный полузащитник клуба «Крузейро».

## Клубная карьера
Жадсон начал карьеру, выступая за молодёжные составы клубов «Фламенго» и «Ботафого». В 2012 году последние подписали с ним полноценный контракт. 20 мая в матче против «Сан-Паулу» Жадсон дебютировал в Серии A. В том же году он помог клубу выйти в Серию А. 6 сентября в поединке против «Крузейро» он забил свой первый гол. В 2013 году в составе «Ботафого» Жалсон стал обладателем Кубка Гуанабара и Трофея Рио, а также выиграл Лигу Кариока.
Летом того же года он перешёл в итальянский «Удинезе». Сумма трансфера составила 2,5 млн евро. 4 мая 2014 года в поединке против «Ливорно» Жадсон дебютировал в Серии A, выйдя на замену вместо Роберто Перейры.
В начале 2015 года Жадсон на правах аренды перешёл в «Атлетико Паранаэнсе». 10 мая в матче против «Интернасьонала» он дебютировал за новую команду. В 2016 году Жадсон был отдан в аренду в «Санта-Крус» из Ресифи. 17 июля в матче против «Америки Минейро» он дебютировал за новый клуб. В начале 2017 года Сантос был арендован «Понте-Прета». 5 февраля в матче Лиги Паулиста против «Ферровиариа» он дебютировал за новую команду.
В начале 2018 года Жадсон перешёл во «Флуминенсе». 20 января в матче Лиги Кариока против своего бывшего клуба «Ботафого» он дебютировал за новую команду. 25 марта в поединке против «Ботафого» Сантос забил свой первый гол за «Флуминенсе».

## Международная карьера
В 2013 году в составе молодёжной сборной Бразилии Жадсон принял участие в молодёжном чемпионате Южной Америки в Аргентине. На турнире он был запасным и на поле не вышел.

## Достижения
Командные
 «Ботафого»
- Победитель Лиги Кариока — 2013
- Обладатель Кубка Гуанабара — 2013
- Обладатель Трофея Рио — 2013